# Gnophos budensis
Gnophos budensis là một loài bướm đêm trong họ Geometridae.